# Pastramă trufanda

Pastramă trufanda este o operă literară scrisă de Ion Luca Caragiale.